# Skinlab
Skinlab ist eine US-amerikanische Groove- und Nu-Metal-Band aus San Francisco, Kalifornien, die im Jahr 1995 gegründet wurde.

## Geschichte
Skinlab wurde September 1995 von Bassist und Sänger Steev Esquivel (Defiance) und Gitarrist Mike Roberts gegründet; kurz danach stießen Gitarrist Gary Wendt und Schlagzeuger Paul Hopkins dazu. In den Folgejahren nahm die Band zwei Demos auf und erhielt durch eines der beiden – When Pain Comes to Surface, produziert von James Murphy – einen Plattenvertrag bei Century Media. Das Label veröffentlichte 1997 das von Andy Sneap produzierte Debütalbum Bound, Gagged and Blindfolded. Bei der anschließenden Tour traten beide Gitarristen aus der Band aus. Im selben Jahr spielte die Band außerdem auch unter anderem in München, zusammen mit Coal Chamber, Napalm Death und Machine Head auf dem Dynamo Open Air sowie unter anderem zusammen mit Bands wie Stuck Mojo, Exodus, Skrew und Grip Inc. Im Metal-Hammer-Interview gab Esquivel als Grund für das Ausscheiden beider Gitarristen an, das Roberts keine Lust mehr auf Touren gehabt habe und Wendt Starallüren hatte und sich benommen habe, „als ob er bei Metallica spielt“. Im Falle von Roberts ergänzte er im Rock Hard, dass ihn dessen baldige Bewerbung bei Machine Head verärgert habe. Als Ersatz kamen Steve „Snake“ Green und Scott Sargeant (ex-Lääz Rockit). Mit dieser Besetzung wurde die EP Eyesore im Jahr 1998 aufgenommen. Der Tonträger erschien mit einer Auflage von 5.000 Stück. Das Cover hiervon wurde von Brujeria gestaltet. Im Jahr 1999 folgte das nächste Album namens Disembody: The New Flesh, das erneut von Andy Sneap produziert wurde. Die Gruppe spielte im selben Jahr unter anderem zusammen mit Entombed in Berlin und zudem in den USA zusammen mit Napalm Death. Kurz bevor die Band das nächste Album aufnahm, stieg Gitarrist Sargeant aus und wurde durch Glen Telford ersetzt. Das Album reVoltingRoom wurde im Sommer 2002 veröffentlicht, von Andy Sneap produziert und von Steve Evetts abgemischt. Der Tonträger enthielt unter anderem eine Coverversion des The-Smashing-Pumpkins-Liedes Bullet With Butterfly Wings sowie Gastauftritte von Mitgliedern von Unjust, 36 Crazyfists und Vile. Zudem war Skinlab mit den Liedern Slave the Way und Scapegoat auf einer DVD anlässlich des zehnjährige Bestehens von Century Media vertreten. Die beiden Lieder wurden im Hollywood Roxy Studio im September 2001 aufgenommen.
Nach der Veröffentlichung begab sich die Band mit Superjoint Ritual auf eine Tour durch die USA, der im Oktober ein Auftritt mit Soil in England folgte. Mit dabei waren zudem auch Labrat und Freebase. Im November und Dezember ging es zusammen mit Primer 55, Dope und Society 1 auf Tour durch Nordamerika. Als sich Esquivel eine Verletzung an der Hand zuzog, musste die Band pausieren. Im Juli 2003 wurde eine längere Bandpause bekanntgegeben; in der Zwischenzeit arbeiteten die Mitglieder an eigenen Projekten. Im August 2003 gründeten Esquivel und Green mit Bassist Rick Valles und Schlagzeuger Eddy Garcia Re:Ignition.
Im April 2004 wurde über Century Media die Kompilation Nerve Damage veröffentlicht. Darauf waren zwei neue Lieder, die bereits erschienenen EPs sowie weiteres seltenes Material enthalten. Die Kompilation sollte eigentlich einen Vorgeschmack auf die nächste Veröffentlichung bieten, die sich jedoch weiter hinauszögerte. Esquivel war auch zeitweise als neuer Sänger bei Exodus im Gespräch, ehe Ende 2005 vermeldet wurde, dass Esquivel, Green, Roberts und Hopkins an neuen Songs arbeiten. Im September 2006 wurde die Fortsetzung von Skinlab offiziell bekanntgegeben. Im Jahr 2007 ging es auf Tour durch Nordamerika zusammen mit Will Haven, Ankla, Hostility, Apiary und Pain Principle. Im Sommer 2007 vermeldete Crash Music, dass für das Jahr 2008 eine neue Albumveröffentlichung geplant sei. Gitarrist Glen Telford wurde mittlerweile durch Julian Peach (Ex-December) ersetzt. Ein neues Album erschien jedoch erst im Jahr 2009 unter dem Namen The Scars Between Us. Das Album wurde von Juan Urteaga produziert.

## Stil
Thomas Kupfer vom deutschen Magazin Rock Hard nennt in seiner Stilbeschreibung die Wurzeln der Band in der traditionellen Thrash-Metal-Szene, dazu kämen Drone Doom, Sludge und Stoner Rock. Die Musik enthalte Querverweise zum Deftones-Frühwerk, Neurosis und Soulfly. Ihr Stil auf dem Album reVoltingRoom wird von Psycho vom Vampster als Nu Metal oder auch „Modern Metal“ beschrieben und mit Bands wie Pothead oder auch Slipknot verglichen. Kupfer lehnt diese Einordnungen ab, bezeichnet in diesem Kontext unter anderem Mitarbeiter der Wikipedia und der Metal Archives als „Honk[s]“ und verweist auf seine Einordnung des Debütalbums. Allerdings werden auch einige der von ihm genannten Gruppen den von ihm abgelehnten Genres zugeordnet. Sein Redaktionskollege Kai Wendel bezeichnete die Live-Darbietung als „akustisches Chaos“.
Laut Matthias Weckmann vom Metal Hammer habe die Band auf Bound, Gagged and Blindfolded Machine Head geklont und versuche nun auf Disembody: The New Flesh einen eigenen Stil zu entwickeln, sodass die Gruppe nur noch gelegentlich an Robb Flynn erinnere. Das Album „pendelt von Hardcore über Noisecore zu New Thrash“. In einem weiteren Metal-Hammer-Bericht hob Weckmann die Nähe zu Machine Head weiter hervor und gab an, dass sich Robb Flynn sogar an der Vorproduktion beteiligt habe. Skinlab habe im Gegensatz zu Machine Head jedoch einen „stärkeren Hang zu schrägen Riffs“. Thorsten Zahn vom Metal Hammer bemerkte auf reVoltingRoom kaum Neuerungen, jedoch gelinge es der Band nun, mehr als eine Machine-Head-Kopie zu sein, da nun „harte Melodien, große Chöre und scharf geschnittene Arrangements“ im Vordergrund stünden. Zahn gab als Genre „New Metal“ an. Stefan Müller vom Metal Hammer schrieb, dass die Band gerne auf dem Album auf Klischees zurückgreife, wie es Bands aus dem Nu Metal oft tun würden. Armin Weber vom Metal Hammer gab in seiner Rezension zu Nerve Damage an, dass Skinlab zum festen Bestandteil der Bay-Area-Metal-Szene gehöre und Bound, Gagged and Blindfolded vor allem durch den Erfolg des Machine-Head-Albums The More Things Change… bekannt geworden sei. Die Veröffentlichung von Nerve Damage empfand er als überflüssig.
Laut Christian Graf in seinem Nu Metal & Crossover Lexikon orientiere sich die Band an Machine Head, Neurosis und frühem Thrash Metal aus der San Francisco Bay Area. Auf reVoltingRoom seien weiterhin Thrash- und Noise-Anleihen zu hören, wobei man die Band nun dem Hardcore-Crossover zuordnen könne. Joel McIver beschrieb die Musik der Band in seinem Buch The Next Generation of Rock & Punk Nu Metal als aggressiven Nu Metal. Laut Martin Popoff in seinem Buch The Collector’s Guide of Heavy Metal. Band 3: The Nineties könne man auf Bound, Gagged and Blindfolded die Verbindung zur San Francisco Bay Area klar heraushören. Er zog zudem auch Vergleiche zu Machine Head. Zudem hörte er Einflüsse aus dem Industrial, Grunge, Noise, Psychedelic Rock, sowie von den Melvins heraus. Auf Eyesore werde die Band deutlich lockerer und exzentrischer. Auf Disembody: The New Flesh seien Parallelen zu Crossover-Hardcore-Gruppen wie Vision of Disorder, Nothingface und Earth Crisis hörbar. Zudem seien gut versteckte Noise-Elemente eingearbeitet worden.

## Diskografie
- 1995: Circle of Vengeance (Demo, Eigenveröffentlichung)
- 1996: Suffer (EP, Eigenveröffentlichung)
- 1997: 1997 Demo (Demo, Eigenveröffentlichung)
- 1997: Bound, Gagged and Blindfolded (Album, Century Media)
- 1998: Eyesore (EP, Century Media)
- 1999: Disembody: The New Flesh (Album, Century Media)
- 2002: Anthem for a Fallen Star (Single, Century Media)
- 2002: reVoltingRoom (Album, Century Media)
- 2004: Nerve Damage (Kompilation, Century Media)
- 2008: SkinnedAlive! (Live-Album, BCD Music)
- 2009: The Scars Between Us (Album, Stand and Deliver Records)
- 2019: Venomous (Album, AIW Records)